# Столипіна Ольга Борисівна
Ольга Борисівна Столипіна (уроджена Нейдгардт, 12 липня 1859 — 22 жовтня 1944, Париж, Франція) — дружина прем'єр-міністра П. А. Столипіна. Фрейліна, благодійниця, кавалерственна дама ордену Святої Катерини (1 січня 1913).

## Біографія

### Походження
Ольга Борисівна народилася в сім'ї обер-гофмейстера двору Бориса Олександровича Нейдгардта і Марії Олександрівни, уродженої Тализіна. Її батько, нащадок обрусілого австрійського роду, був почесним опікуном, під заступництвом якого було безліч московських притулків, будинків виховання і шкіл; мати, правнучка А. В. Суворова, завідувала богоугодними і навчальними закладами. У родині росли ще троє синів (Олександр, Дмитро, Олексій) і дочка Анна.

### Шлюб
Першим нареченим фрейліни Ольги Борисівни був прапорщик Лейб-гвардії Преображенського полку Михайло Аркадійович Столипін (1859—1882), старший син генерала Аркадія Дмитровича Столипіна від другого шлюбу з княжною Наталією Михайлівною Горчаковою. Однак незадовго до весілля він був убитий на дуелі князем Іваном Шаховським. Секундантом Столипіна був брат Ольги Борисівни, Дмитро. Точна причина дуелі не відома. За одними припущеннями, Михайло Аркадійович заступився за молодого офіцера, над яким насміхався князь Шаховський; за іншими — за честь невстановленої жінки. Місцем був обраний один з островів в околицях Санкт-Петербурга. За сімейними переказами, згодом з князем стрілявся брат Михайла, Петро Аркадійович (1862—1911), який отримав поранення в праву руку. Та ж сімейна легенда, що поширилася в світі, свідчила, що поранений Михайло сам побажав шлюбу молодшого брата і своєї нареченої. Олександр Ізвольський в мемуарах писав: 
|  | Он женился, будучи очень молод, несколько романтичным способом на невесте своего старшего брата, погибшего на дуэли, который на своем смертном одре вложил руку своего брата в руку молодой девушки, которую он нежно любил». |

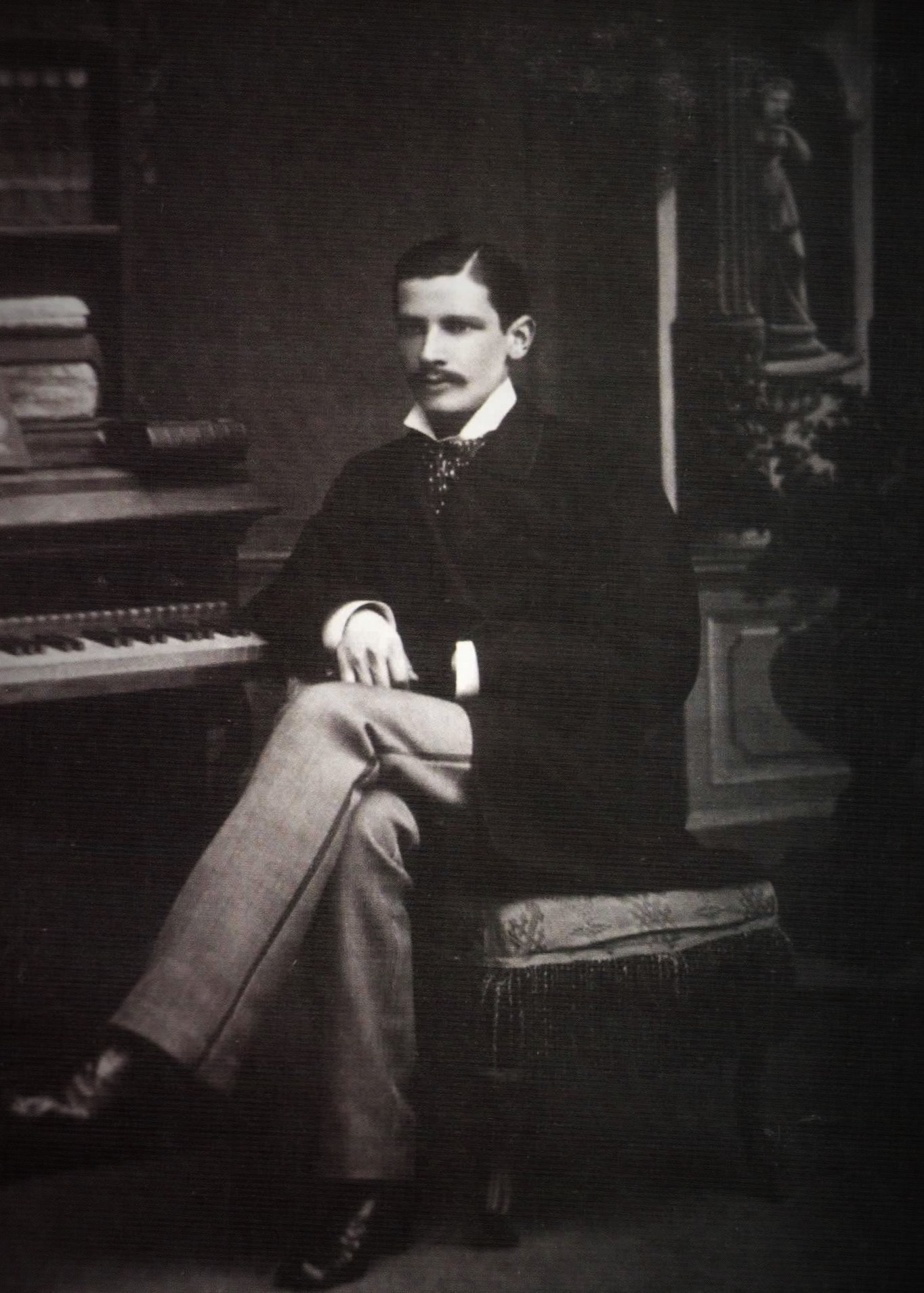
Петро Столипін (1881 р)

За спогадами дочки Марії, Петро Аркадійович, побоювався, що його молодість може стати перешкодою для сватання. Йому виповнилося лише двадцять два роки, наречена була майже на три роки старша: "Але дідусь, посміхаючись, відповів: " La jeunesse est un defaut duquel on secorrige chaque jour « і спокійно і радісно віддав свою дочку цьому молодому студентові, знаючи відмінно, що кращого чоловіка їй не знайти.» 23 червня 1884 року Петро Столипін, в той час студент природничого відділення фізико-математичного факультету Санкт-Петербурзького Імператорського університету, звернувся з проханням до ректора про дозвіл вступити в шлюб: «Честь маю клопотати перед Вашою Високоповажністю про дозвіл мені одружитися з дочкою почесного опікуна гофмейстера двору його Імператорської Величності дівицею Ольгою Борисівною Нейдгардт». Вінчання відбулося 27 жовтня того ж року. Шлюб виявився щасливим і багатодітним. Столипін був люблячим сім'янином, про що свідчать його листи до дружини. Так в серпні 1899 року Петро Аркадійович писав «ненаглядному скарбу»: «У вагоні все думав про Тебе і мою глибоку прихильность і обожнювання до Тебе. Рідко, я думаю, після 15 років шлюбу так палко й міцно люблять один одного, як ми з Тобою. Для мене Ти і діти все, і без вас я якось не відчуваю грунту під ногами.» Крім того, цей союз зміцнив як матеріальний стан Столипіна (в придане Ольга Борисівна отримала 4845 десятин в Чистопольському повіті Казанської губернії), так і зв'язки у вищих придворних колах. Єдине, що засмучувало подружжя, це відсутність сина-спадкоємця. Лише в 1903 році здійснилося їх заповітне бажання:
|  | Когда после пяти дочерей родился у моих родителей первый сын, радость наша была огромная. Как нас девочек ни любили родители, их большим желанием, конечно, было иметь сына. Мечта эта осуществилась лишь на двадцатый год их семейной жизни. До моего брата родился сын моего дяди Александра Аркадьевича Столыпина. С грустью послали тогда мои родители образ, переходящий в роде Столыпиных первенцу нового поколения, моему двоюродному брату. Зато когда им Бог послал сына, были они счастливы и горды необычайно. |

Перші роки шлюбу Столипіни провели в Петербурзі, де Петро Аркадійович служив в Департаменті землеробства і сільської промисловості Міністерства державного майна . У їхньому будинку збирався невеликий гурток близьких друзів, популярність якого була настільки висока, що «багато представників петербурзького світу … стали не тільки намагатися потрапити в це суспільство, але навіть загравали перед ним.» У 1889 році Столипін був призначений предводителем дворянства Ковенського повіту і головою Ковенської з'їзду мирових посередників. Сім'я повітового предводителя винаймала будинок на краю міста, що дозволяло вести тихе розмірене життя, хоча Ольга Борисівна, яка перебувала в провінційному місті, «відчувала себе спочатку в Ковно дуже незатишно і нудьгувала». Півроку родина перебувала в Колнобержі, одному зі своїх маєтків, розташованих в Ковенської повіті. Їдучи у службових справах, Петро Аркадійович писав своїй «Дуте», так він ласкаво звертався до дружини, майже кожен день
. Столипіни вели вельми скромний для свого кола спосіб життя, мало виїжджали і приймали лише вузьке коло близьких друзів. Ольга Борисівна особисто перевіряла всі рахунки, але грошей вистачало не завжди. Будучи досить великим землевласником і володіючи кількома маєтками в різних губерніях, але не маючи можливості займатися справами, Столипін був змушений брати кредити, щоб розрахуватися з боргами. Єдине, на чому подружжя не економили, це кращі гувернантки для дочок і лікування старшої дочки, у якії були проблеми зі слухом. 
|  | Годами помню я ту же картину по вечерам: мой отец за письменным столом, моя мать на диване с работой. Иногда кто-нибудь из друзей рядом с ней. Ведется общий разговор, в который изредка вставляет свое слово папа, повернувшись на своем стуле с круглой спинкой. Потом, когда Казимир приносит вечерний чай, папа пересаживается к остальным, и если есть гости, то разговаривают до десяти – одиннадцати. Если же мои родители одни, то читают вслух друг другу, а ровно в одиннадцать идут спать. Так были прочтены почти все исторические романы Валишевского, так читалось «Воскресение» Толстого, когда оно печаталось в «Ниве», и многое другое из русской, французской и английской литературы. |

### Саратов
Ці самі спокійні і щасливі в житті сім'ї роки, проведені в Ковно і Колнобержі, були перервані в 1902 році, коли Столипін був призначений спочатку гродненським, а через вісім з половиною місяців саратовським губернатором
. Ситуація в Саратові була настільки вибухонебезпечною, що Петро Аркадійович попросив залишити його з сім'єю в Гродно, де перебування схоже «на прекрасний сон», але В. К. Плеве відмовив: «Мене ваші особисті та сімейні обставини не цікавлять, і вони не можуть бути взяті до уваги, я вважаю вас відповідним для такої важкої губернії і очікую від вас будь-яких ділових міркувань, але не зважування сімейних інтересів». Побоюючись за благополуччя сім'ї, Столипін планував залишити рідних в маєтку, а в разі погіршення ситуації — відіслати до Німеччини, але Ольга Борисівна не побажала залишити чоловіка. Побоювання Столипіна виправдалися: щоб натиснути на губернатора, терористи використовували всі доступні засоби: погрожували отруїти сина-немовля, тримали під прицілом вікна будинку, підкидали листи старшій дочці Марії, підсилали до дівчини красеня агента. Князь Н. Н. Львов згадував слова Петра Аркадійовича: 
|  | Посмотрите, сколько зла в этих людях . Они знают, как я люблю моих детей. И вот я получаю подмётные письма с угрозой, что в моих детей бросят бомбу, когда они катаются на коньках. |

Незважаючи на важкі душевні переживання і страх за життя чоловіка і дітей, Ольга Борисівна стала вірною помічницею чоловіка у вирішенні соціальних проблем губернії і продовжила сімейну традицію богоугодних справ. Під опікою губернаторші виявилося місцеве управління Російського товариства Червоного Хреста, губернські дитячі притулки, саратовська Андріївська громада сестер милосердя, вона очолила комітет саратовського Жіночого піклування про бідних, який знаходився під заступництвом імператриці Марії Федорівни. Два дні на тиждень були виділені нею для особистого прийому прохачів.

Сім'я губернатора зайняла «будинок Рейнеке» на розі вулиць Вольської і Мало-Сергіївської (нині вул. Мічуріна). 
|  | Дом наш всем полюбился — просторный, с красивыми большими высокими комнатами, весь новый, чистый, и, о радость! — освещённый электричеством. Но мама этого новшества не признавала и завела у себя на письменном столе керосиновую лампу. Говорила, что электричество портит глаза. |

Світське життя Столипіних відрізнялося все тією ж скромністю: самі в гостях бували не часто, у себе приймали лише тих, з ким встановилися дружні відносини (сімейства князів Гагаріних і Кропоткіних, поміщика Каткова і графа Д. А. Олсуфьєва). Основний час займала турбота про дітей, свого чоловіка Ольга Борисівна в ці дні майже не бачила. Марія Столипіна згадувала: «… тато, так мало міг брати участь у нашому житті … Пів години відпочинку після обіду, під час якого він з мамою ходив взад і вперед по залі, і потім півгодини за вечірнім чаєм — ось і все.»

### Повернення в Санкт-Петербург
Призначення Петра Аркадійовича в 1906 році міністром внутрішніх справ, а через кілька місяців — головою Ради Міністрів, дозволило Столипіним повернутися в Санкт-Петербург, але не зменшило небезпеку, що загрожувала сім'ї. Регулярно Столипін приймав у себе вдома начальника столичного охоронного відділення полковника А. В. Герасимова, і Ольга Борисівна була присутня на цих зустрічах, бажаючи бути в курсі дій терористів. В одному з листів тих років Петро Аркадійович називає дружину своїм «ангелом-хранителем.» Ольга Борисівна стала для чоловіка помічником і порадником, іноді і в державних справах. Настільки швидке кар'єрне зростання колишнього губернатора було зустрінуте неоднозначно. У пресі того часу сперечалися: «… чи черпають свою силу родичі П. А. Столипіна — Нейдгардт — від нього або ж, навпаки, він — від них.» Та й сама Ольга Борисівна, мала великий вплив на чоловіка, викликала в світі суперечливі чутки. Так, С. Ю. Вітте уїдливо зазначав у своїх мемуарах: «Дружина Столипіна робила з ним все, що хотіла». В цей же час широко поширилася плітка про «нелюбов» до Ольги Борисівні імператриці Олександри Федорівни. В. Шульгін згадував такий «анекдот»: 
|  | Однажды жена Столыпина, урожденная Нейдгарт, устроила у себя званый обед. Приглашены были разные сановники, статские и военные. Был обычай, что в таких случаях снимали оружие, то есть оставляли шашки в передней. При оружии обедали только у царя. Но на этот раз у Ольги Борисовны Столыпиной военные не сняли оружия, а обедали при шашках и кортиках. Это нарушение этикета дошло до сведения Царицы. И она будто бы уронила: — Ну что ж, было две Императрицы, а теперь будет три: Мария Фёдоровна, Александра Фёдоровна и Ольга Борисовна. |

Зять Столипіної, Борис Бок, писав А. В. Зіньківському: «Нелюбов до Ольги Борисівні [Столипіної] вельми не зрозуміла і, звичайно, може базуватися тільки на плітках, що виходили очевидно від Курлова. Ольгу Борисівну імператриця зовсім не знала. Крім кількох фраз під час представлення, вона з нею ніколи не говорила.»

### Вибух на Аптекарському острові

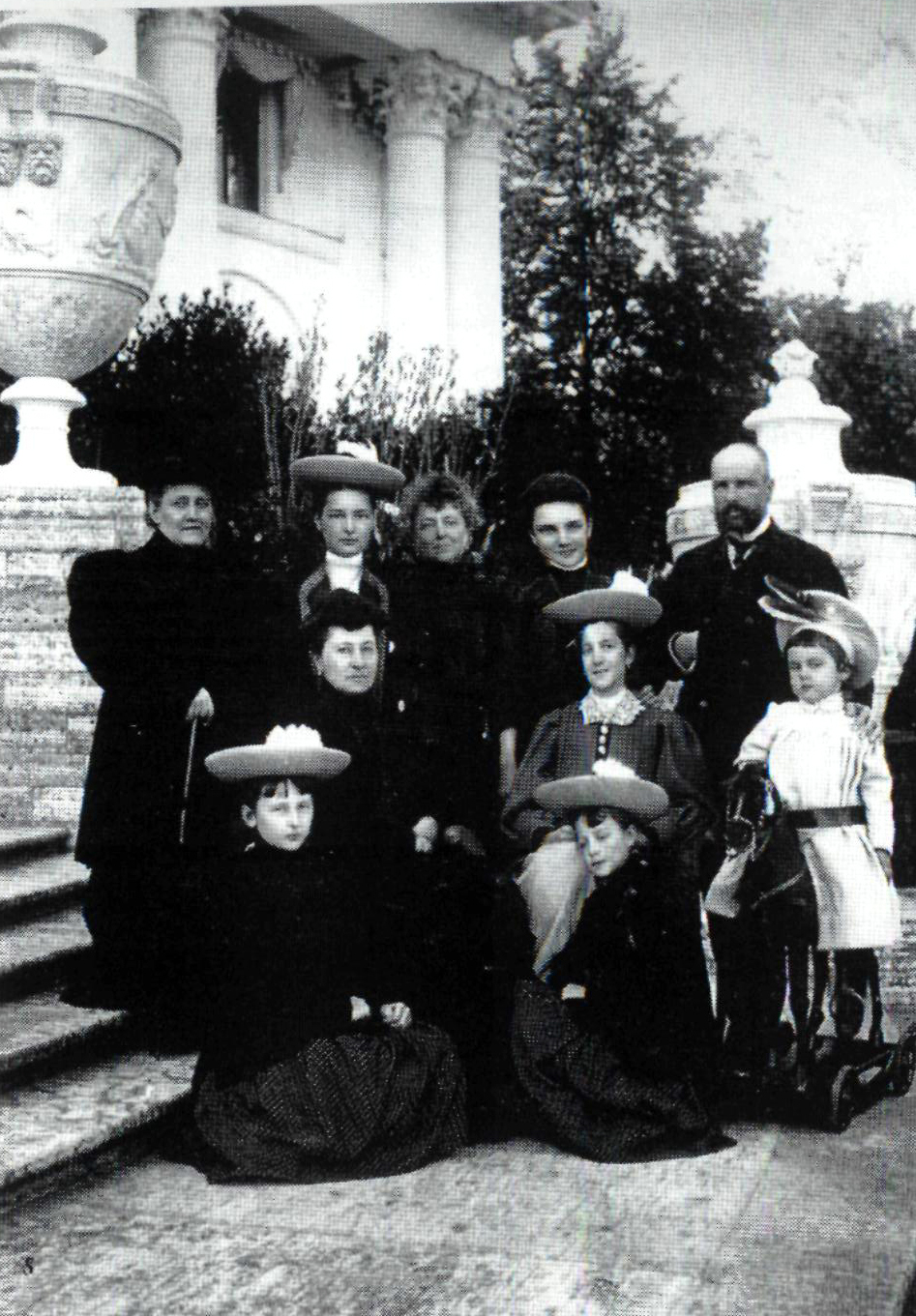
сім'я Столипіним

Переїхавши до столиці, Столипіни оселилися не на квартирі міністра внутрішніх справ на Мойці, а в казенній двоповерховій дачі на Аптекарському острові. Саме тут і було скоєно одне з замахів на Столипіна, в результаті якого під загрозою опинилася вся його сім'я. 12 (25) серпня 1906 року троє терористів під виглядом прохачів приїхали нібито у терміновій справі. У першій приймальні вони зіткнулися з генералом А. Н. Замятніним і агентами охорони, які, запідозривши недобре, спробували затримати лже-жандармів. Побачивши, що вони викриті, терористи спочатку спробували прорватися силою, а потім кинули портфель з бомбою. Наслідки вибуху були жахливими. Кімнати першого поверху і під'їзд були зруйновані, обрушилися верхні приміщення. Постраждали понад 100 осіб: 27 людей загинули на місці (серед них ад'ютант А. Н. Замятнін, агенти охранки, деякі відвідувачі, няня сина Столипіна Аркадія і самі терористи), 33 — важко поранені, багато хто потім померли. Велика частина родини не постраждала, але була сильно понівечена п'ятнадцятирічна дочка Наталія і поранений дворічний син Аркадій, що знаходилися на балконі. Вибухом їх викинуло на набережну. Наталя потрапила під ноги коней, запряжених у напівзруйноване ландо терористів. Аркадій опинився під уламками зруйнованого балкона. 
|  | Мама вышла на балкон, под которым стоял мой отец, и я никогда не забуду тех двух фраз, которыми они тогда обменялись: – Все дети с тобой? И ответ мама: – Нет Наташи и Ади. Надо видеть все описанное, чтобы представить себе, как это было произнесено, сколько ужаса и тоски могут выразить эти несколько слов. |

Ольга Борисівна поїхала зі своїми пораненими дітьми в лікарню доктора Калмейера і перебувала при них невідлучно. Імператор Микола II писав: "Вірте почуттю нашого співчуття, яке ми, як батьки, відчуваємо, думаючи про вас і вашу дружину, як ви обидва повинні мучитися за бідних діток ваших! Треба твердо сподіватися на милість Господа Бога, що Він збереже і зцілить їх. "Коли постало питання про необхідність ампутації ніг у Наташі, батьки просили почекати з рішенням. Лікарі погодилися і, врешті-решт, врятували обидві ноги, але дівчинка залишилася інвалідом. Столипін і його сім'я за наполяганням імператора з метою безпеки переїхали в Зимовий палац, спеціально для пораненої Наталії обладнали операційну, поруч з відведеною їй спальнею імператриці Катерини. Через рік в день річниці замаху Ольга Борисівна з чоловіком і дітьми були присутні при закладенні пам'ятника загиблим. Навесні 1907 імператриця Олександра Федорівна запросила Ольгу Борисівну в Петергоф. Під час довгої аудієнції говорили про дітей.

### Вбивство чоловіка
Улітку 1911 року Ольга Борисівна з дітьми виїхала в улюблене Колноберже. Петро Аркадійович відправився до Києва, де увечері 1 вересня був присутній на парадному представленні опери «Казка про царя Салтана» в Київському міському театрі. У другому антракті до нього підійшов невідомий в чорному фраку і вистрілив два рази в упор. Столипін отримав поранення в руку, друга куля потрапила в орден святого Володимира. Спочатку стан не викликав побоювань, але через кілька днів виявилися ознаки черевного запалення. Отримавши телеграму Коковцова, 3 вересня в Київ спішно приїхала Ольга Борисівна і постійно перебувала поруч з чоловіком. 3 вересня Микола II побажав поговорити з Петром Аркадійовичем, але Столипіна, побоюючись за здоров'я чоловіка, не пустила імператора до нього. Незважаючи на зусилля лікарів, увечері 4 вересня стан Столипіна різко погіршився, і близько 10 години вечора 5 (18) вересня він помер. Вранці 6 вересня, повернувшись із Чернігова, Микола II приїхав в клініку попрощатися з тілом Столипіна. Ольга Борисівна, яка перебувала біля його голови, піднялася назустріч зі словами: «Ваша Величносте, Сусаніни не перевелися ще на Русі.» Пізніше Вітте у своїх мемуарах писав: «Її театральна хода супроводжувалася дурною театральної фразою, бо я не маю жодного сумніву, що Столипін — якби він не був головою Ради міністрів, і життя государя була б в небезпеки, причому від нього залежало врятувати життя государю, — Столипін вчинив би так само, як Сусанін, але так вчинили б десятки і десятки тисяч вірнопідданих його величності» . Після відслуженої в лікарняній палаті панахиди, імператор висловив співчуття вдові і «поцілував її в щоки, а потім двічі поцілував їй руку.» У листі до матері Микола повідомляв: «Бідна вдова стояла як бовдур і не могла плакати; брати її і Веселкіна перебували при ній.» На похоронах, що відбулися в Києві, Столипіна «вражала всіх своїм самовладанням.» За відомостями « Московського листка» Ольга Борисівна перебувала в голові труни, а пізніше йшла за катафалком разом з братом чоловіка, близькими родичами та вищими сановниками. Імператорське подружжя на жалобній церемонії не було присутнє. Пізніше Столипіна і інші родичі зверталися до імператора з проханням відкласти страту вбивці і провести більш ретельне розслідування, але 12 (25) вересня о третій годині ранку Дмитро Богров був страчений.
Після смерті чоловіка Ольга Борисівна стала главою сім'ї: займалася «пристроєм» старших дочок, їздила за кордон з молодшими дітьми, підтримувала Колноберже і інші садиби і багато займалася увічненням пам'яті Петра Аркадійовича.

### Вбивство в Немирові
З початком війни Ольга Борисівна разом з братами і сестрою увійшла до складу «Особливої комісії по призрінню військових чинів та інших осіб, які постраждали під час продовження війни, а також їх сімей» під головуванням великої княгині Ксенії Олександрівни. Столипіна з дочками і сином поїхали в Немирів, де в замку свекруха її дочки Олени, княгиня Щербатова, організувала лазарет і працювала там як сестра милосердя. Один з місцевих жителів згадував: 
|  | В 1914-м княгиня Щербатова отдала свой дворец под лазарет. И сама работала в нем сестрой милосердия вместе с тремя дочками Столыпина, приходившимися ей родней и специально приехавшими в Немиров помогать раненым. |

Після революції сім'ї Щербатових і Столипіних залишилися в Немирові. Голова Раднаркому України Християн Раковський дав вказівку ревкому про недоторканність сім'ї, їх палацу і парку. Але на початку січня 1920 року у маєток увійшов загін червоноармійців. 15 січня загинув син Марії Григорівни і чоловік Олени Петрівни, Володимир. За однією версією, він був побитий трьома червоноармійцями, за іншою — розстріляний. 20 січня Марія Григорівна з донькою Олександрою та подругою Марією Гудим-Левкович були розстріляні в своєму маєтку. Столипіни спішно покинули маєток і кілька місяців ховалися від переслідувачів, але разом з Щербатовими постраждала Ольга Петрівна, яка померла через кілька днів.

### Еміграція
Разом з останнім поїздом Червоного Хреста Ольга Борисівна з дітьми виїхала в Варшаву. Пізніше сім'я змінила ще кілька країн: Німеччина, Італія. У 1921 році Столипіна на кілька місяців повернулася до Литви, але незабаром була змушена виїхати в Париж, де жила на пенсію, що виділялася французьким урядом. Вона активно цікавилася громадським життям російської колонії, була членом Жіночого товариства в пам'ять імператриці Марії Федорівни.
Останні роки Ольга Борисівна провела в Російському домі в Сент-Женев'єв-де-Буа в повній самоті. Вона померла 22 жовтня 1944 року, переживши німецьку окупацію, і похована на російському кладовищі Сент-Женев'єв-де-Буа під Парижем.

## Діти
- Марія (1885—1985) — дружина військово-морського аташе в Німеччині капітана 1-го рангу Бориса Івановича фон Бока (1879—1955). Прийомна дочка — Катерина (1919—1993), удочерена в 1,5 року[27];
- Наталія (1891—1949) — дружина князя Юрія Миколайовича Волконського (1892—1954);
- Олена (1893—1985) — з 29.04.1915 року в першому шлюбі з князем Володимиром Олексійовичем Щербатовим (1880—1920, убитий в Немирові). У цьому шлюбі народилися: Ольга (1915—1948) і Марія (р. 1916). 29.04.1923 року вступила в другий шлюб з князем Вадимом Григоровичем Волконським (1895—1973). У цьому шлюбі народилася дочка Олена (р.1924-2011)[28];
- Ольга (1895—1920, убита в Немирові);
- Олександра (1897—1987) — з 1921 року дружина графа Льва фон Кейзерлінга (1884—1940);
- Аркадій (1903—1990) — з 1930 року одружений з Франсуазою Грацією, дочкою колишнього посла Франції Жоржа Луї. У шлюбі народилися: Петро (1931—1967), Дмитро (1934—2014) і Марія-Па (1947—1999).

## У мистецтві

### В літературі
- В. Пікуль «Нечиста сила» (1979)

### В кіно
- Життя і смерть Петра Аркадійовича Столипіна (2002, д. ф.) — роль виконала Ніна Дворжецька[29],
- Столипін … Невивчені уроки (2006) — роль виконала Наталя Суркова.